# Associação de Críticos de Cinema de Chicago
A Associação de Críticos de Cinema de Chicago (em inglês: Chicago Film Critics Association, também conhecida como CFCA) é uma organização de críticos de cinema fundada em 1990 por Sharon LeMaire e Sue Kiner, após o sucesso dos primeiros Prêmios Chicago Film Critics Association, concedidos em 1988. Dentre seus sessenta membros estão críticos de cinema de Chicago.
Desde 1989, a CFCA concede prêmios anuais que reconhecem os melhores filmes em uma variedade de categorias. Ela também organiza o Chicago Critics Film Festival desde 2013, o qual traz uma série de longas e curtas-metragens para um público mais amplo.

## Prêmios
Os Prêmios Chicago Film Critics Association (no original: Chicago Film Critics Awards, também conhecido como Chicago Flames) têm sido entregues anualmente desde 1988 com intuito de honrar a obras marcantes de filmes, performances e indivíduos. Os primeiros prêmios eram apenas informados pelos fundadores da associação, sem apresentação em cerimônias. Também, os vencedores receberam um troféu de vidro que contou com uma gravura do horizonte da cidade de Chicago, o qual foi criado pelo artista Josef Puehringer. Tidos como um dos mais prestigiados da indústria, são um Termômetro para o Oscar.

### Categorias atuais
| - Melhor Ator - Melhor Atriz - Melhor Roteiro Adaptado (2006–) - Melhor Filme de Animação (2007–) - Melhor Direção de Arte (2012–) - Melhor Cinematografia (1990–93, 1995–) - Melhor Figurino (2019-) - Melhor Diretor - Melhor Documentário (2001–) - Melhor Edição (2012–) | - Melhor Filme - Melhor Filme Estrangeiro - Melhor Banda/Trilha Sonora Original (1993–) - Melhor Roteiro Original (2006–) - Melhor Ator Coadjuvante - Melhor Atriz Coadjuvante - Cineasta mais promissor (2001–) - Melhor Uso de Efeitos Visuais (2019–) - Prêmio Milos Stehlik do Cineasta Inovador (2019–) - Artista Mais Promissor (2001–) |

### Categorias retiradas
| - Ator Mais Promissor (1988-2000) - Atriz Mais Promissora (1988-2000) | - Melhor Roteiro (1990–2005) - Cineasta Mais Promissor (2001-2018) |